# Peter Christian Kierkegaard
Peter Christian Kierkegaard, född 6 juli 1805 i Hillerød, död 24 februari 1888 i Ålborg, var en dansk teolog och biskop i Aalborg samt kyrko- och undervisningsminister i ungefär ett halvår. Han var son till Michael Pedersen Kierkegaard och dennes andra hustru Ane Sørensdatter Lund samt äldre bror till filosofen Søren Kierkegaard.
Efter studier bland annat för Friedrich Schleiermacher och Friedrich Hegel blev han filosofie doktor i Göttingen. Från 1834 höll han föreläsningar i Köpenhamn och blev teologie licentiat på en avhandling i vilken han dogmatiskt utredde Grundtvigs åskådning. Kierkegaard var kyrkoherde i Pedersborg och Kindertofte 1842–1856, biskop i Aalborgs stift 1856–1875 samt kultusminister 1867–1868, en post Kierkegaard avgick från sedan hans förslag till Valgmenighedslov föll. Åren 1868–1870 var han medlem av kyrkokommissionen. Kierkegaard var en av förgrundsgestalterna i den danska kyrkan. Under sina sista år försjönk Kierkegaard i tungsinne, vilket övergick i sinnessjukdom. Som psalmförfattare finns han representerad i danska Psalmebog for Kirke og Hjem.

## Psalmer
- Fader, tak for liv og ånde
- O Herre god og frelser from

## Utmärkelser
- Riddare av Dannebrogorden,  1858[2]
- Dannebrogsmännens hederstecken,  1860[2]
- Kommendör av Dannebrogorden,  1869[2]
- Kommendör av första graden av Dannebrogorden,  1874[2]

[Redigera Wikidata]